# Janusz Zajdel
Janusz A. Zajdel (n. 15 august 1938, Varșovia, Polonia – d. 19 iulie 1985, Varșovia, Polonia) a fost un scriitor polonez de science fiction, precursor al literaturii de ficțiune, specialist în fizică nucleară, autor de articole, broșuri, manuale și cărți științifice. 
Premiul literar polonez în domeniul ficțiunii (în pl. Nagroda im. Janusza A. Zajdla) a fost numit în cinstea numelui lui. A absolvit Facultatea de Fizică a Universității din Varșovia. A publicat 83 de povestiri în diverse reviste.

## Publicații

### Colecții de povestiri
- Jad mantezji (Nasza Księgarnia, 1965)
- Przejście przez lustro (Iskry, 1975)
- Iluzyt (Nasza Księgarnia, 1976)
- Feniks / Fenix (Nasza Księgarnia, 1981)
- Ogon diabła / Coada diavolului (KAW, 1982)

### Romane
- Lalande 21185 (Nasza Księgarnia, 1966)
- Prawo do powrotu / Dreptul la întoarcere (Nasza Księgarnia, 1975)
- Cylinder van Troffa / Cilindrul lui Van Troff (Czytelnik, 1980)
- Limes inferior (Iskry, 1982)
- Wyjście z cienia (Czytelnik, 1983)
- Cała prawda o planecie Ksi / Întregul adevăr despre planeta Ksi (KAW, 1983)
- Paradyzja (Iskry, 1984)

### Altele
- Izotopy promieniotwórcze (IW CRZZ, 1973)
- Wybrane zagadnienia z fizyki jądrowej (współaut. Bożena Gostkowska, Ośrodek Informacji o Energii Jądrowej, 1975)
- Promieniowanie jonizujące (PAN, NOT, 1976)
- Ogólne zasady ochrony przed promieniowaniem jonizującym (coautor. Tadeusz Majle, PZWL, 1976)
- Bezpieczeństwo i higiena pracy przy użytkowaniu promieniowania jonizującego (Stowarzyszenie Inżynierów i Techników Mechaników Polskich, 1975)